# Spirits of St. Louis
Spirits of St. Louis – amerykański klub koszykarski z siedzibą pierwotnie w Houston, następnie w Saint Louis, działający w latach 1967–1976.

## Historia
Zespół powstał w 1967 roku, w Houston i przyjął nazwę Mavericks. W Teksasie rezydował przez 2 lata, po czym został przeniesiony do Karoliny Północnej. Po zmianie lokalizacji zmieniono nazwę zespołu na Cougars. W 1974 ponownie zmieniono nazwę, a było to podyktowane kolejną zmianą lokalizacji. Zespół został przeniesiony to Saint Louis, gdzie przyjął nazwę Spirits.

## Sukcesy
- Mistrz Dywizji Wschodniej ABA
  - sezon zasadniczy, 1973
- Włączeni do Basketball Hall of Fame
  - Moses Malone[3]
  - Billy Cunningham[4]
- Liderzy statystyczni ABA
  - George Lehmann - lider ABA w liczbie oddanych rzutów za 3 punkty (1971 - 382)
  - George Lehmann - lider ABA w liczbie celnych rzutów za 3 punkty (1971 - 154)
  - George Lehmann - lider ABA w skuteczności rzutów za 3 punkty (1971 - 40,3%)
  - Wendell Ladner - lider ABA w faulach (1972 - 347)
  - Billy Cunningham - lider ABA w przechwytach (1973 - 216)
  - Ted McClain - lider ABA w przechwytach (1974 - 250)
  - Ted McClain - lider ABA w średniej przechwytów (1974 - 3,0)
  - Jim Chones - lider ABA w faulach (1974 - 347)

## Wyniki sezon po sezonie
| Sezon                | Wyg. | Przeg. | Odsetek | Wyniki play-off                                  |
| -------------------- | ---- | ------ | ------- | ------------------------------------------------ |
| Houston Mavericks    |      |        |         |                                                  |
| 1967-68              | 29   | 49     | .372    | Dallas 3, Houston 0                              |
| 1968-69              | 23   | 55     | .295    |                                                  |
| Carolina Cougars     |      |        |         |                                                  |
| 1969-70              | 42   | 42     | .500    | Indiana 4, Carolina 0                            |
| 1970-71              | 34   | 50     | .405    |                                                  |
| 1971-72              | 35   | 49     | .417    |                                                  |
| 1972-73              | 57   | 27     | .679    | Carolina 4, New York 1, Kentucky 4, Carolina 3   |
| 1973-74              | 47   | 37     | .560    | Kentucky 4, Carolina 0                           |
| Spirits Of St. Louis |      |        |         |                                                  |
| 1974-75              | 32   | 52     | .381    | St. Louis 4, New York 1, Kentucky 4, St. Louis 1 |
| 1975–76              | 35   | 49     | .417    |                                                  |

## Nagrody indywidualne
- MVP Sezonu
  - Billy Cunningham (1973)
- MVP meczu gwiazd ABA
  - Freddie Lewis (1975)
- Debiutant roku
  - Marvin Barnes (1975)
- Trener roku
  - Larry Brown (1973)
- Menadżer Roku
  - Carl Scheer (1973)
- I skład ABA
  - Bob Verga (1970)
  - Billy Cunningham (1973)
  - Mack Calvin (1974)
- II skład ABA
  - Joe Caldwell (1971)
  - Mack Calvin (1973)
  - Marvin Barnes (1975)
- I skład debiutantów ABA
  - Dennis Wuycik (1973)
  - Marvin Barnes (1975)
  - Gus Gerard (1975)
  - M.L. Carr (1976)
- I skład defensywny ABA
  - Joe Caldwell (1973)
  - Ted McClain (1974)
- Uczestnicy meczu gwiazd
  - Joe Caldwell (1971, 1973)
  - Mack Calvin (1973-74)
  - Marvin Barnes (1975–76)
  - Arthur Becker (1968)
  - Dewitt Menyard (1968)
  - Doug Moe (1970)
  - Bob Verga (1970)
  - Jim McDaniels (1972)
  - Billy Cunningham (1973)
  - Ted McClain (1974)
  - Freddie Lewis (1975)
  - Ron Boone (1976)
- Zespół wszech czasów ABA
  - Billy Cunningham
  - Mack Calvin
  - Freddie Lewis
  - Ron Boone
  - Doug Moe
  - Moses Malone
  - Marvin Barnes